# 101-й батальон Хорватских оборонительных сил
101-й батальон Хорватских оборонительных сил «На Дрину» (хорв. 101. bojna HOS "Do Drine") — подразделение Хорватских оборонительных сил, участвовавшие в войне за независимость Хорватии в Боснийской войне. Батальон был расквартирован в Сараево, которое было под осадой в течение всей войны. Название было взято в честь известного лозунга хорватских националистов (в том числе и усташей) «Все на Дрину» (хорв. Sve Do Drine).

## История
Первое подразделение ХОС в Сараево появилось в середине 1992 года и было небольшим, но его члены успели устроить несколько серьёзных инцидентов. В целях безопасности подразделение расформировали. 27 июля 1992 года появилось официальное представительство ХОС в Сараево и его штаб-квартира, которую возглавил Мате Матасин, тогдашний председатель Сараевского отделения Хорватской партии права. Было сформировано и подразделение, которое и стало позднее известно как 101-й батальон ХОС «На Дрину».
Изначально 101-й батальон был антидиверсионным отрядом, который 27 января 1993 года был включён в состав 12-й горной бригады АРБиГ. Численность его равнялась примерно численности армейской роты. Хотя Сараевское отделение ХОС 22 июля 1993 подало прошение оставить отряд отдельной боевой единицей в 1-м армейском корпусе, 31 июля 1993 роту включили в 1-ю моторизованную бригаду АРБиГ. В конце 1993 года она отличилась в боях за гору Жуч.
В 1994 году рота стала официальном 101-м батальоном «На Дрину». В её рядах служили Доброслав Парага и Мате «Дядя» Шарлия. Затем батальон вошёл в состав Бригады «Король Твртко» из ХВО, где и продолжил службу до конца войны.
В апреле 1996 года батальон был расформирован вместе с 9-м батальоном «Рафаэль рыцарь Бобан» из Сплита: они оба стали самыми «долгоживущими» воинскими формированиями ХОС.